# Partido Demócrata de Moldavia
El Partido Demócrata de Moldavia (PDM) (en rumano:Partidul Democrat din Moldova) es un partido político de la República de Moldavia con posición de centroizquierda. Fundado en el año 1997, PDM es miembro asociado del Partido de los Socialistas Europeos (PES) y miembro de pleno derecho de la organización Internacional Socialista.
Según su estatuto, el DPM aboga por la afirmación de la República de Moldavia como un estado independiente, soberano y democrático, basado en el derecho e integrado en la familia unida de las democracias europeas.

## Historia
El Partido Demócrata de Moldavia se fundó el 8 de febrero de 1997, bajo el nombre de Movimiento para una Moldavia Democrática y Próspera. El congreso de 17 de octubre de 1998, elegí los órganos de la dirigencia del partido y adoptó su estatuto y programa político, basado en los principios de la socialdemocracia. En las elecciones parlamentarias de marzo de 1998, el bloque electoral creado sobre la base del Movimiento – el Bloque "Para una Moldavia Próspera y Democrática", ha obtenido 18,64% de los votos, respectivamente el 24 de 101 escaños en el Parlamento. Esto le permitió participar en el gobierno en el marco de la Alianza para la Democracia y las Reformas (ADR). Dumitru Diacov, el presidente del partido, fue elegido presidente de la legislatura. Desde 1997 y hasta el verano de 2009, el partido fue dirigido por Dumitru Diacov, que, entre los años 1997 y 2001, ocupó el cargo de presidente del Parlamento.
En 1999, como jefe de gobierno del país fue nombrado el representante de MPMDP, Ion Sturza.

En el Congreso de 15 de abril de 2000, el Movimiento Para una Moldavia Próspera y Democrática ha cambiado su nombre por el de Partido Demócrata de Moldavia. En las elecciones parlamentarias de 2001, el partido obtuvo 79.757 de votos (5.02%), pero no logró pasar el umbral electoral del 6%. SIn embargo, en las elecciones locales de 25 de mayo de 2003, PDM ha logrado obtener aproximadamente el 8,3% de votos.
El Congreso del partido de 22 de noviembre de 2003, estableció nuevas tareas en su actividad. Uno de los documentos básicos aprobados en el Congreso fue la nueva versión del programa político, donde el partido declara el carácter invariable de sus principios y objetivos políticos. En este Congreso, el Partido Demócrata declaró su intención de convertirse en un miembro de la Internacional Socialista y adoptó la Resolución de la relación del Partido Demócrata de Moldavia con el movimiento sindical. En 8 de mayo de 2004, respondiendo a las expectativas del electorado que tenía que ver con el fortalecimiento de las fuerzas democráticas de reforma, el Partido Demócrata de Moldavia, la Alianza "Nuestra Moldavia" y el Partido Social Liberal (PSL), han creado el Bloque "La Moldavia Democrática" (BMD).
Tras las elecciones parlamentarias del 6 de marzo de 2005, PDM obtiene 8 escaños en el parlamento, siendo el único partido que perdió las elecciones en 2001 y logró recuperar su presencia en el parlamento en 2005.
Después de unirse el grupo de diputados de PSL con el grupo parlamentario del PDM en octubre de 2007, el número de los diputados democráticos subió a la 11, el PDM convirtiéndose en la tercera fuerza política en aquel momento en Chișinău.
Después de la fusión de PDM con el Partido Social Liberal, que se produjo en el Congreso de 10 de febrero de 2008, como presidente del partido fue reconfirmado Dumitru Diacov, y, como primer vicepresidente fue elegido el líder anterior del PSL, Oleg Serebrian. Como himno del partido de PDM se ha elegido la «Oda a la alegría» de Beethoven, que simboliza el vector pro-europeo del partido y su adherencia a la corriente federalista europeo. En 19 de julio de 2009, el Congreso Extraordinario del PDM eligió como presidente del partido a Marian Lupu.
En las elecciones parlamentarias del 5 de abril de 2009, el Partido Democrático obtuvo solo 2.97% de los votos, quedándose fuera del Parlamento.
Después de las elecciones parlamentarias del 29 de julio de 2009, el PDM obtuvo 13 escaños y se convirtió en uno de los cuatro componentes de la Alianza para la Integración Europea (AIE), que mantenía la mayoría en el Parlamento de la República de Moldavia. Marian Lupu, el líder del PDM, era el candidato de la Alianza para la Integración Europea para el puesto de Presidente de la República de Moldavia en las elecciones del 10 de noviembre y el 7 de diciembre de 2009, pero no logró obtener el número necesario de votos.
En las elecciones parlamentarias del 28 de noviembre de 2010, PDM obtuvo 15 escaños en el Parlamento, convirtiéndose en uno de los tres constituyentes de AIE-2.
En mayo de 2013, el PD (15 diputados), con el Partido Liberal Democrático de Moldavia (31 diputados) y el Partido Liberal Reformista (7 diputados) han formado una nueva alianza de gobierno - La Coalición Pro-Europea.
En las elecciones parlamentarias del 30 de noviembre de 2014, el PD obtuvo el 15,80% de los votos, obteniendo 19 escaños en el parlamento. Después de las elecciones, PD y PLDM (23 mandatos) formaron una coalición gobernante minoritaria –  la Alianza Política para la Moldavia Europea.
Desde 2009, el Partido Demócrata es miembro de pleno derecho de la organización Internacional Socialista. Desde 2010 y hasta 2015 tenía el estatus de miembro observador del Partido de Socialistas Europeos y, en junio de 2015, DPM se convirtió en miembro asociado del Partido de Socialistas Europeos.
En 14 de enero de 2016, el nuevo candidato a primer ministro era Pavel Filip, presentado por PDM y respaldado por la nueva mayoría parlamentaria.
El gobierno encabezado por Pavel Filip fue elegido y juramentado con los votos de 57 diputados: 20 miembros de la fracción PDM, 13 diputados del PL, 14 diputados ex comunistas, 8 diputados del PLDM y 2 exdiputados del PLDM.
VIII Congreso se convocó tras las decisiones adoptadas en la reunión del Consejo Político del PDM en 10 de diciembre de 2016, donde el líder del partido, Marian Lupu, anunció su dimisión como presidente de PDM.  La principal tarea del Congreso VIII fue la elección de nuevos órganos de gobierno, la adopción de nuevos cambios en el estatuto del partido y la determinación de nuevos objetivos de modernización del partido. Como el presidente del PDM, fue elegido el empresario Vlad Plahotniuc, apoyado por el voto unánime de los delegados en el congreso. Vlad Plahotniuc dijo que se centrará en la modernización del partido político, para convertirlo en un partido que promueve los intereses de los ciudadanos y no uno con intereses geopolíticos. Los delegados del Congreso también eligieron a Pavel Filip en el puesto de primer vicepresidente del PDM, votaron la lista del nuevo Consejo Político Nacional y adoptaron el nuevo editorial del Estatuto del Partido.
Según los organizadores, el Congreso contó con aproximadamente 1000 delegados de todos los distritos del país e invitados extranjeros.
En 10 de marzo de 2017, 14 diputados ex comunistas que formaron con PDM la "Plataforma Social Demócrata de Moldavia" se adhirieron a la fracción parlamentaria del Partido Democrático de Moldavia. El líder de la facción parlamentaria de los demócratas, Marian Lupu, dijo en una rueda de prensa que la decisión de los 14 diputados es un paso que conduzca a la consolidación de la mayoría parlamentaria, el PDM convirtiéndose en el mayor grupo político en el Parlamento.

### Doctrina de PDM
La doctrina del PDM se basa en los principios de la socialdemocracia.
Los valores principales: Igualdad, para que todos los individuos puedan alcanzar su potencial en condiciones equitativas; Solidaridad, para que todas las personas tengan todo lo necesario para una vida digna y la Libertad, para que cada individuo pueda construir su proyecto de vida personal.

## Congresos de PDM
| Evento                                                                      | Fecha                   | Resultados |
| --------------------------------------------------------------------------- | ----------------------- | --- |
| La creación del Movimiento “Por una Moldavia Democrática y Próspera” (DDPM) | 8 de febrero de 1997    | - Dumitru Diacov fue elegido para el cargo de Presidente del MpMDP; - Se aprobó el programa del movimiento sociopolítico "Por una Moldavia Democrática y Próspera". |
| I Congreso de MpMDP                                                         | 17 de octubre de 1998   | - Dumitru Diacov fue elegido para el cargo de Presidente del MpMDP; - se eligieron los órganos de gobierno; - se lanzó un trato dirigido a los partidos y movimientos para que se unan en una organización política que pueda tener una influencia decisiva en el desarrollo del país. |
| II Congreso de MpMDP                                                        | 15 de abril de 2000     | - MpMDP fue reorganizado en el Partido Demócrata de Moldavia (PDM); - se eligieron los órganos de gobierno; - fueron aprobados los cambios en la Carta del Partido; - se aprobó el Programa político y económico de PDM; - Dumitru Diacov fue reelegido para el cargo de Presidente del MpMDP. |
| III Congreso de PDM                                                         | 22 de octubre de 2003   | - se dirigieron todos los recursos organizativos e informativos del Partido Demócrata para garantizar que la formación superará el umbral electoral; - Se aprobaron enmiendas a la Carta del PDM. |
| IV Congreso de PDM                                                          | 3 de julio de 2005      | - Se confirmó la composición de los órganos de dirección del Partido; - Dumitru Diacov fue reelegido para el cargo de Presidente del PDM; |
| V Congreso de PDM                                                           | 10 de febrero de 2008   | - se realizó la fusión del Partido Social Liberal con el Partido Demócrata llamado Partido Demócrata de Moldavia; - el centro político de la República de Moldavia se fortaleció en relación con los preparativos para las elecciones parlamentarias de 2009; - se eligió un nuevo liderazgo del partido: Dumitru Diacov fue elegido presidente del partido unido; Oleg Serebrian en primer vicepresidente del PDM; Oazu Nantoi , Valentina Buliga, Igor Klipii, Valentina Stratan y Dumitru Ivanov en vicepresidentes de la formación; Oleg Ţulea, el líder de la Organización Juvenil del Partido Demócrata, fue elegido para el cargo de secretaria general del partido. |
| VI Congreso Extraordinario de PDM                                           | 19 de julio de 2009     | - se hicieron unos cambios a la Carta del Partido; - Marian Lupu fue elegido Presidente del Partido Demócrata de Moldavia; - Dumitru Diacov fue elegido Presidente Honorario del Partido; - Oleg Serebrian retuvo el puesto de vicepresidente primero; - Valeriu Lazăr (exministro de economía y comercio) fue elegido secretario general; - Fueron designados vicepresidentes: Igor Corman, Oleg Ţulea, Oazu Nantoi, Valentina Stratan, Igor Klipii y Valentina Buliga; - Los miembros de PCRM y PSD (de las organizaciones distritales de PSD - Glodeni, Balti, Anenii Noi) se unieron al PDM; - • Valeriu Pleşca, líder del movimiento social y político de la Nueva Fuerza, anunció que la formación apoyaría al Partido Demócrata en las elecciones anticipadas previstas para el 29 de julio de 2009 y luego se uniría al PDM. |
| VII Congreso de PDM                                                         | 16 de julio de 2012     | - se aprobaron medidas destinadas a la modernización del Partido Demócrata en el contexto político actual y se eligieron nuevos órganos de gobierno de la formación; - Marian Lupu fue reelegido para el cargo de Presidente del PDM; - Vladimir Plahotniuc fue elegido para el puesto de vicepresidente primero de la formación; - Fueron elegidos: El Consejo Político Nacional del Partido, la Comisión Nacional de Auditoría y la Comisión de Ética y Arbitraje; - se aprobaron nuevos estatutos de la formación, incluyendo la Carta y la Doctrina Política. |
| VIII Congreso de PDM                                                        | 24 de diciembre de 2016 | - Marian Lupu, el líder de la formación, anunció su renuncia al cargo de presidente del Partido Demócrata; - Vladimir Plahotniuc fue elegido para el cargo de presidente de la formación; - Pavel Filip fue elegido primer vicepresidente del partido; - se votó y aprobó una nueva composición del Consejo Político Nacional; - Se aprobó una nueva edición de la Carta del Partido Demócrata. |
| IX Congreso de PDM                                                          | 23 de octubre de 2019   | - Pavel Filip fue elegido presidente de PDM; - Alexandru Jizdan fue elegido secretario general del PDM; - se adoptaron la Declaración política y la Resolución del Congreso; - se votó la lista del nuevo Consejo Político Nacional; - Se aprobaron las enmiendas al Estatuto PDM. |

## Logo
El logo del Partido Democrático de Moldavia se compone de tres rosas que crecen de un tallo coronado con un semicírculo. La modificación del logo fue anunciada por el presidente del Partido Democrático de Moldavia, Vlad Plahotniuc, en el VII Congreso.

## Estructura y organización
El Consejo Político Nacional del PDM es el órgano de dirigencia del Partido entre dos Congresos.  La sesión del Consejo Político Nacional se convoca por el presidente del PDM o por la solicitud de al menos un tercio de los miembros del Consejo Político Nacional, no más de dos veces al año. El Consejo Político Nacional del PDM es elegido por el Congreso para un período de 4 (cuatro) años, la composición numérica siendo determinada por la decisión del Congreso PDM.  El Consejo Político es representante para los miembros de todos los distritos del país, lo que garantiza que el poder de decisión de los miembros de PDM sea apreciado y respetado.
El Consejo Ejecutivo es el órgano ejecutivo decisorio y de dirigencia del PDM, que coordina su actividad entre reuniones del Consejo Político Nacional y es elegido por un período de 4 (cuatro) años y cuenta con 31 (treinta y un) miembros. La Oficina Permanente es el órgano operativo para el análisis y síntesis de DP entre las reuniones del Consejo Ejecutivo y Político Nacional y se reúne cada semana o cuando sea necesario, a petición del Presidente de DPM.  La Oficina Permanente del PDM reúne el presidente, el Primer vicepresidente, el presidente de honor, los Vicepresidentes y el Secretario General PDM.  Este foro es mandatado de los miembros del partido para que considere y decida las acciones políticas cotidianas de PDM, teniendo en cuenta el deseo expresado por unanimidad por los miembros de formación: que el PDM realice el aumento del nivel de vida para la mayoría, en una Moldavia moderna y estable.
La estructura de PDM incluye la Organización de Mujeres, la Juventud Democrática, la organización de las personas mayores «el Tesoro de la Nación» y los elegidos locales. Organización de las mujeres siendo la organización del partido de mujeres más poderosa, activa y representante de Moldavia.

### Número de los miembros del partido
Número de los miembros del partido ~ 54,200 (04/2018)

## Dirigencia del partido
- Pavel Filip - Presidente en del PDM; Miembro del parlamento
- Dumitru Diacov - Presidente de honor; Presidente de la facción del PDM en el parlamento
- Alexandru Jizdan - Secretario General del PDM; Miembro del parlamento

## Objetivos
PDM persigue los siguientes objetivos políticos, de conformidad con sus valores fundamentales y sus necesidades de desarrollo sostenible de la República de Moldavia:
1. Fortalizar el orden constitucional en el estado, garantizar el respeto de los derechos políticos, económicos y sociales humanos, de conformidad con la Declaración Universal de Derechos Humanos, el Convenio Europeo de Derechos Humanos y otros actos de derecho internacional;
2. Establecer y afirmaar en República de Moldavia la nación cívica, basada en el principio "todos somos moldavos como ciudadanos de la República de Moldavia", respetando al mismo tiempo el derecho de cada ciudadano a la autoidentificación étnica.
3. Finalizar por soluciones políticas y pacíficas el proceso de reintegración territorial de la República de Moldavia;
4. Asignar al estado un papel social activo, que a través de instituciones fuertes, se convierta en una fuerza de equilibrio en la sociedad.
Es el estado quien debe preocuparse por el bien público, cumplimiento de los objetivos de interés común, promovacion de la justicia y la solidaridad en la sociedad.Los atributos de las instituciones públicas poderosas son el buen gobierno, la ley y la transparencia;
5. Reformar y modernizar la administración pública local y central, cuya actividad debe correlacionarse con los intereses del país y ponerse al servicio de los ciudadanos;
6. Aplicar en la República de Moldavia del concepto de estado fuerte, de tipo social, que desempeña un papel clave en la protección contra los riesgos sociales, garantiza el bienestar económico y social de sus ciudadanos, centrándose en la educación, la investigación, la innovación, la cultura y el cumplimiento de los valores nacionales;
7. Garantizar el derecho al trabajo de los ciudadanos y el derecho a construir su propio futuro en unos condiciones de seguridad económica y social.
En este sentido, el PDM considera que el estado está obligado a invertir en el ciudadano, contribuir a la creación de puestos de trabajo bien remunerados y a la formación profesional continua de los ciudadanos;
8. Crear un sistema eficiente y justo de redistribución de ingresos, centrado en garantizar condiciones de vida dignas para los ciudadanos que no pueden trabajar (niños, ancianos, discapacitados, etc.).
Es necesario desarrollar y utilizar los recursos de la sociedad para garantizar la igualdad de derechos, para dar a cada persona la oportunidad de crear su propio destino, para reducir las disparidades económicas, para combatir la pobreza y garantizar la equidad social;
9. El desarrollo de un conjunto de programas de protección social para los grupos desfavorecidos, dando un papel importante para el desarrollo y la promovacion de inclusión social y empleo de las personas con discapacidad;
10. Crear unos sistemas públicos de salud y educación eficientes, que sean accesibles para todos los ciudadanos, independientemente de los recursos financieros de que disponga;
11. Diversificar y desarrollar unos programas modernos de formación y capacitación de los jóvenes en paralelo con las políticas basadas en el concepto de "envejecimiento activo";
12. Garantizar el derecho a la propiedad privada y una competencia libre y justa, como base de la economía de mercado, la dignidad humana y la seguridad. 
La propiedad privada es la expresión económica de la iniciativa libre del ciudadano y un factor esencial en el progreso económico general, el bienestar individual y común;
13. Fortalecer la democracia representativa para dar más credibilidad a las instituciones y garantizar que los ciudadanos tengan derecho a la libre expresión y participación en los procesos de toma de decisiones;
14. Asegurar el respeto de los derechos y libertades fundamentales de la persona, el derecho a la identidad cultural, lingüística, religiosa y étnica de los ciudadanos de la República de Moldavia. 
Perseguimos combatir y condenar el extremismo de cualquier tipo, las manifestaciones de racismo, chovinismo, separatismo étnico o territorial;
15. Garantizar la igualdad de oportunidades para hombres y mujeres, reconociendo el papel de la mujer en la familia y en la sociedad de Moldavia, apoyando y promoviendo la igualdad de género en las estructuras de toma de decisiones del partido y del estado;
16. Desarrollar un sistema fiscal justo que garantice la seguridad y contribuya a la reducción de las tensiones sociales y también al desarrollo económico;
17. Organizar la aplicación de unas políticas económicas que apuntan a un crecimiento económico sostenible y uniforme en todo el país; basadas en innovaciones, productividad y competitividad; que van a crear condiciones para la generación de ingresos de todos los niveles, suficientes para garantizar la aplicación de las políticas sociales y también garantizar el aumento del bienestar de la población;
18. Desarrollar una economía competitiva y mixta, que combine un sistema privado dinámico, un sector público eficiente y un sistema de servicios públicos de calidad y accesibles para los ciudadanos.
La combinación de los esfuerzos de estos sectores, aplicando el concepto de Asociación Pública Privada;
19. Implementar el principio del desarrollo sostenible, que satisfaga las necesidades actuales. 
Conservación del medio ambiente amenazado por la actividad humana, por los riesgos del cambio climático y la reducción de la biodiversidad.
El estado debe responder a las necesidades actuales de la sociedad de una manera que no afecte el futuro de las nuevas generaciones;
20. Fortalecer el estado constitucional de neutralidad permanente;
21. Promover una política exterior equilibrada que garantice la imagen y los intereses de la República de Moldavia en contexto regional y mundial, integrándose en la Unión Europea y desarrollando la cooperación con los países de la CEI.

### Lema del partido
El Partido Democrático de Moldavia mira hacia al futuro.

## Resultados de las elecciones

### Elecciones parlamentarias
| Año electoral | votos   | % de votos | escaños obtenidos | +/- |
| ------------- | ------- | ---------- | ----------------- | --- |
| 1998          | 294.691 | 18,2       | 24/101            |     |
| 2001          | 79.757  | 5,0        | 0/101             | 24  |
| 2005*         | 444.377 | 28,5       | 8/101             | 8   |
| Abril de 2009 | 45.698  | 3,0        | 0/101             | 8   |
| Julio de 2009 | 198.268 | 12,5       | 13/101            | 13  |
| 2010          | 218.620 | 12,7       | 15/101            | 2   |
| 2014          | 252.489 | 15,80      | 19/101            | 4   |
| 2019          | 334.544 | 23,62      | 30/101            | 11  |

Nota: En 2005, PDM participa en las elecciones junto a la Alianza "Nuestra Moldavia" y el Partido Social Liberal dentro del bloque "La Moldavia Democrática"
Nota: En el año 2018, PDM forma la facción parlamentaria más grande en el Parlamento de la República de Moldavia, teniendo 42 mandato de diputado.

### Elecciones locales

#### Consejos de distritos y municipios
| Año electoral | votos   | % de votos | escaños obtenidos |
| 2007          | 112,242 | 9.7        | 117/1103          |
| 2011          | 212,504 | 15.4       | 226/1120          |
| 2015          | 226,661 | 17.6       | 259/1116          |
| 2019          | 177,811 | 16.53      | 238/1108          |

Nota: En 2017, el número de representantes con cargos directivos es de 31 personas (presidentes y vicepresidentes de distritos).

#### Consejos ciudadanos y consejos de pueblos
| Año electoral | votos   | % de votos | escaños obtenidos |
| 2007          | 105,888 | 10.5       | 1155/10 621       |
| 2011          | 209,284 | 18.8       | 2663/10 630       |
| 2015          | 232,460 | 21.9       | 2810/10 564       |

#### Alcaldes
| Año electoral | alcaldes | % del total | escaños obtenidos |
| 2007          | 74       | 8.2         | 74/895            |
| 2011          | 220      | 24.5        | 220/898           |
| 2015          | 287      | 32.0        | 287/898           |
| 2017          | 396      | 44.0        | 396/898           |
| 2019          | 261      | 29.0        | 261/898           |

## Afiliación internacional
El Partido Democrático es un miembro con derecho de voto consultivo de la Internacional Socialista (desde 1 de julio de 2008) y colabora con el Partido de los Socialistas Europeos y con los partidos con la orientación socialdemócrata y social liberal de otros países.
En junio de 2018, el Partido Democrático de Moldavia fue formalmente recibido dentro del Grupo Socialdemócrata de la Asamblea Parlamentaria de la Organización para la Seguridad y la Cooperación en Europa.